# Salah Derradji
 (janvier 2022).
Si vous disposez d'ouvrages ou d'articles de référence ou si vous connaissez des sites web de qualité traitant du thème abordé ici, merci de compléter l'article en donnant les références utiles à sa vérifiabilité et en les liant à la section « Notes et références ».
 (mars 2021).
Salah Derradji, né le 16 mai 1961 dans la wilaya de Béjaïa, est un homme politique algérien. De 1985 à 2019, il est membre du Front de libération nationale. 

## Biographie

### Parcours politique
Salah Derradji adhère au parti du Front de libération nationale en 1985.
En mai 2007, il est candidat aux élections législatives de mai 2007. Il est classé 3e sur la liste du FLN dans la wilaya de Béjaïa.
Il est ensuite candidat aux élections locales (APW) en novembre 2007 en tant que tête de liste dans la wilaya de Béjaïa. Il devient en décembre de la même année chef de groupe de l'Assemblée Populaire de la wilaya de Béjaïa (APW) et porte-parole du FLN.
Il est élu sénateur de la wilaya de Béjaïa en décembre 2009,.
En avril 2012, il est élu représentant du groupe consultatif géopolitique africain auprès de l'ONU.
En 2019, il démissionne du FLN.